# Абдышева, Токтогул
Токтогу́л Абды́шева (кирг. Токтогүл Абдышева; 15 декабря 1923 год — 3 октября 2005 год, село Люксембург, Люксембургский аильный округ, Ысык-Атинский район, Чуйская область, Кыргызстан) — швея-мотористка Фрунзенской трикотажной фабрики Министерства лёгкой промышленности Киргизской ССР. Герой Социалистического Труда (1971). Член КПСС с 1958 года.

## Биография
Родилась в одном из сёл современного Панфиловского района Чуйской области.
С 1946 года трудилась швеёй-мотористкой на Фрунзенской трикотажной фабрике. Ежегодно перевыполняла производственные задания и свои личные социалистические обязательства, за что была удостоена в 1955 году почётного звания «Ударник коммунистического труда».
С начала Восьмой пятилетки (1966—1970) ежедневно изготавливала 4 тысячи погонных метров ткани вместо запланированных 2600 погонных метров. Задания этой пятилетки выполнила за два года. Указом Президиума Верховного Совета СССР «О присвоении звание Героя Социалистического Труда работникам предприятий лёгкой промышленности» от 5 апреля 1971 года за выдающиеся успехи в досрочном выполнении заданий пятилетнего плана и большой творческий вклад в развитие производства тканей, трикотажа, обуви, швейных изделий и другой продукции лёгкой промышленности удостоена звания Героя Социалистического Труда со вручением ордена Ленина и золотой медали «Серп и Молот».
С 1979 года — персональный пенсионер союзного значения.
После выхода на пенсию проживала в селе Люксембург, Ысык-Атинский район, Чуйская область.
Награды
Орден Ленина — дважды
Память
Ей посвящена документальная повесть киргизского писателя Саткына Сасыкбаева «Дней разноцветные нити».